# Aumühle
Aumühle [aʊ̯ˈmyːlə] ist eine Gemeinde im Kreis Herzogtum Lauenburg in Schleswig-Holstein.

## Geografie
Die Gemeinde Aumühle mit den Ortsteilen Aumühle, Billenkamp und Friedrichsruh liegt etwa 20 Kilometer östlich von Hamburg im Sachsenwald, dem größten Waldgebiet Schleswig-Holsteins, das Naherholungsgebiet für die Metropolregion Hamburg ist.

## Geschichte
Aumühle wurde im Jahr 1350 als „Au-Mühle“ („Owmole“: Mühle an der Schwarzen Au) erstmals urkundlich erwähnt; 1747 wurde das dort entstandene Vorwerk bzw. der Meierhof Aumühle in eine Revierförsterwohnung umgestaltet. Die landesherrliche Aumühler Kornmühle ging 1872 an die Familie Bismarck über. 1750 entstand bei Verkoppelung der Feldmark Wohltorf die Bauerschaft Billenkamp.
Große Veränderungen brachte die zweite Hälfte des 19. Jahrhunderts. Nachdem der Sachsenwald 1871 von Kaiser Wilhelm I. Otto von Bismarck geschenkt wurde, ließ dieser sich eine ehemalige Gastwirtschaft an der Bahnlinie von Hamburg nach Berlin zum Herrenhaus umbauen. Hier, in Friedrichsruh, gab es bereits 1850 einen Bahnhof. Im Jahr 1884 wurde ein Haltepunkt „Aumühle“ eingerichtet, 1909 wurde mit dem Bau des Bahnhofs begonnen.
Aumühle entwickelte sich mit der Gründung des Villenortes Sachsenwald-Hofriede im Jahr 1891, die von dem Hamburger Kaufmann Emil Specht (Kaufmann) (1846 – 19. Juli 1926) betrieben wurde, zu einer gehobenen Wohngegend mit zahlreichen Villen auf parkähnlichen Grundstücken. Der Eigentümer dieses Villenviertels regte noch zu Bismarcks Lebzeiten den Bau eines Aussichts- und Wasserturms an, der 1901 als Bismarckturm eingeweiht wurde. Noch bis 1928 war aber die Gemeinde mit nur 46 ha Fläche sehr klein; der größere Teil der Siedlung entwickelte sich auf dem Gelände des Gutsbezirks Schwarzenbek, der 1927 in Friedrichsruh umbenannt, dann aber schon 1929 im Zuge der Aufhebung der meisten Gutsbezirke in die Gemeinde Aumühle-Billenkamp eingegliedert wurde, die damit ihre aktuelle Ausdehnung erreichte.
In der Zeit des Nationalsozialismus war Aumühle eine Hochburg der NS-Bewegung. Mehr als 430 der rund 1500 Einwohner waren laut Entnazifizierungsliste vom Mai 1945 Mitglieder der Nationalsozialistischen Deutschen Arbeiterpartei (NSDAP) und weiterer NS-Organisationen. Auch nach dem Ende des Zweiten Weltkriegs lebten führende NS-Persönlichkeiten in Aumühle, unter anderen Großadmiral Karl Dönitz. Wegen Verbrechen gegen das Kriegsrecht war er im Nürnberger Prozess gegen die Hauptkriegsverbrecher schuldig gesprochen worden und am 1. Oktober 1946 zu zehn Jahren Haft verurteilt, die er bis zum 1. Oktober 1956 vollständig in Berlin verbüßte. Danach lebte Dönitz in Aumühle, wo er am 24. Dezember 1980 starb. Sein Grab auf dem Waldfriedhof wurde später zur „Pilgerstätte“ für Neonazis und ehemalige Offiziere der Wehrmacht.
Im Jahre 1959 wurde der schon lange nicht mehr benutzte offizielle Name Aumühle-Billenkamp in Aumühle geändert.
Seit dem 1. Januar 2008 gehört die Gemeinde Aumühle zum Amt Hohe Elbgeest.

## Politik

### Gemeindevertretung
- CDU: 6
- Grüne: 4
- SPD: 2
- UWG: 5

Von den 18 Sitzen in der Gemeindevertretung errang die Wählergemeinschaft UWG bei der Kommunalwahl 2008 acht Sitze, die CDU sechs und die SPD vier Sitze.
Bei der Kommunalwahl 2013 errang die UWG sechs Sitze, die CDU vier und die SPD drei Sitze. Neu in der Gemeindevertretung vertreten waren die Grünen mit zwei Sitzen und der neugegründete Ortsverband der FDP mit einem Sitz.
Nach einem Streit innerhalb des Ortsverbandes der CDU, dem die Entscheidung vorausging, den Bürgermeister Dieter Giese nicht erneut als Kandidat aufzustellen, trat er – zusammen mit dem ehemaligen CDU-Fraktionsführer Rolf Czerwinski – als Einzelbewerber an. Beide errangen ebenfalls einen Sitz in der Gemeindevertretung, Dieter Giese wurde daraufhin als Bürgermeister im Amt bestätigt.
Nach der Kommunalwahl 2018 erhöhte sich die Anzahl der Gemeindevertreter durch Überhang- und Ausgleichsmandate auf 23. Weiterhin stellt die UWG die stärkste Fraktion, nun mit 8 Sitzen. Gleichauf sind die CDU und Bündnis 90/Die Grünen mit je 5 Sitzen. Die SPD errang 3 Sitze, die FDP mit 2 Sitze in der Gemeindevertretung. Der Bürgermeister-Kandidat der UWG, Alexander Bargon, zog nach der Wahl seine Kandidatur aus beruflichen Gründen zurück, daraufhin wurde Knut Suhk von Bündnis 90/Die Grünen zum Bürgermeister gewählt, der ehemalige Bürgermeister Dieter Giese zum Ehrenbürgermeister ernannt.
Seit der Kommunalwahl 2023 besteht die Gemeindevertretung aus 17 Personen. 6 Sitze gingen an die CDU (+6,5 %), 5 Sitze an die UWG (−4,2 %), 4 Sitze an die Grünen (+3,6 %) und 2 Sitze an die SPD (−1,0 %). Die FDP war nicht zur Wahl angetreten.

### Wappen
Blasonierung: „In Grün ein silberner Wellengöpel, belegt in seiner Gabelung mit einem schwarzen Mühlrad auf kreisrunder silberner Scheibe, die in den drei Winkeln des Göpels mit je einem silbernen Eichenblatt besteckt ist.“
Das Wappen wurde von Wilhelm Victor Tauber aus Reinbek entworfen und 1948 genehmigt.

### Partnerschaften
Aumühle ist mit Mortagne-sur-Sèvre (Frankreich) und Sleen (heute ein Teil von Coevorden, Niederlande) verschwistert.

Die Gemeinde Aumühle war bis zur Außerdienststellung des Schiffes Anfang der 1990er Jahre Patengemeinde des Minentransporters Sachsenwald (A1437) der Bundesmarine.

## Wirtschaft
Aumühle gilt als eine der reichsten Gemeinden Deutschlands, bedingt durch die Lage als Hamburger Villenvorort. Im Jahr 2007 wies der Ort die siebthöchste Millionärsquote pro Einwohner aus. Gleichwohl ist die finanzielle Situation nicht so üppig: Im Haushaltsplan 2023 war eine Kreditaufnahme für dringend notwendige Investitionen in Höhe von 5,1 Millionen Euro vorgesehen.

## Kultur und Sehenswürdigkeiten

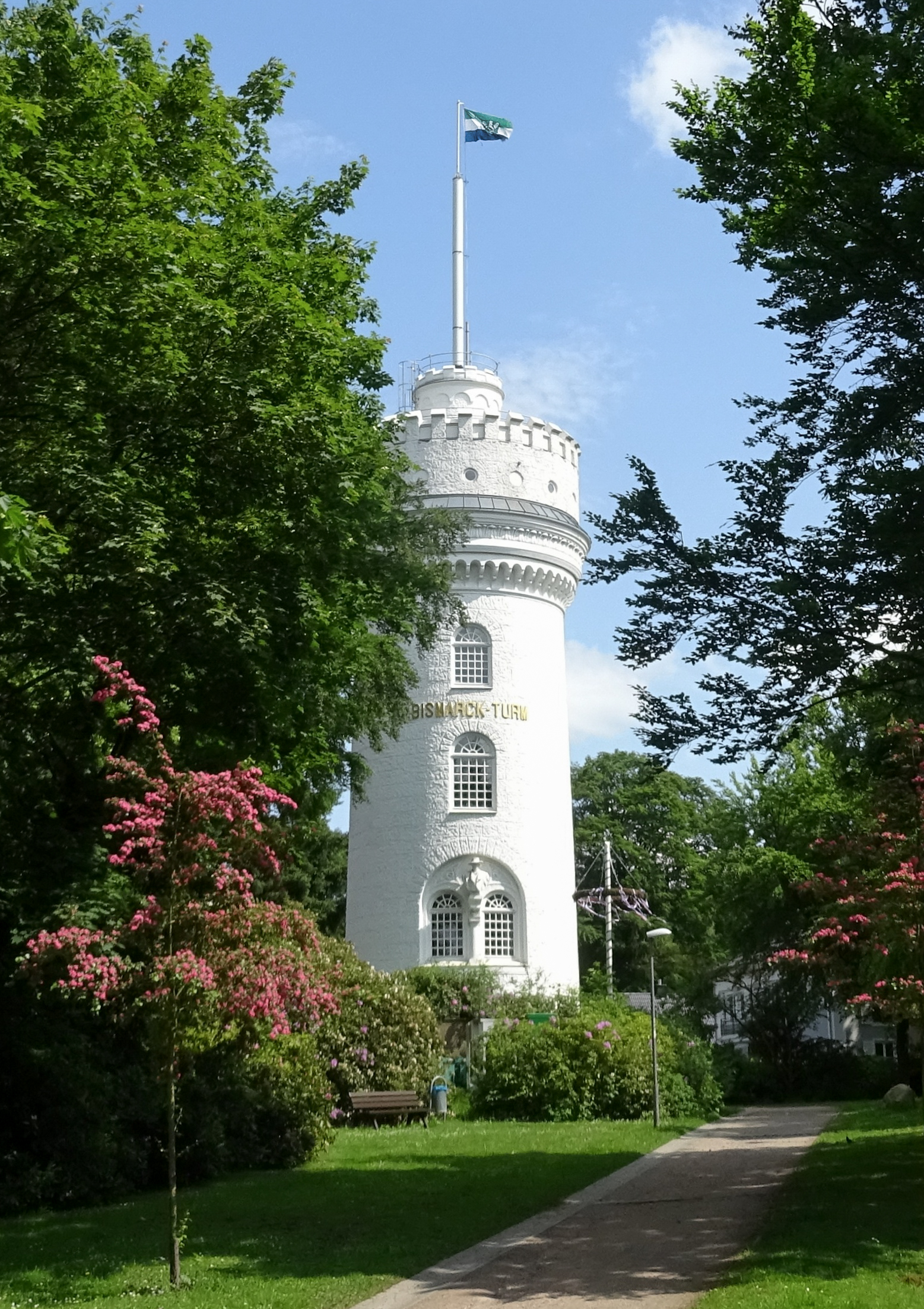
Bismarckturm
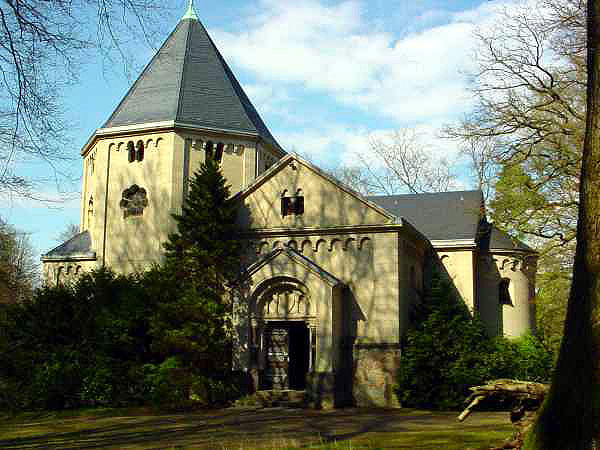
Bismarck-Mausoleum
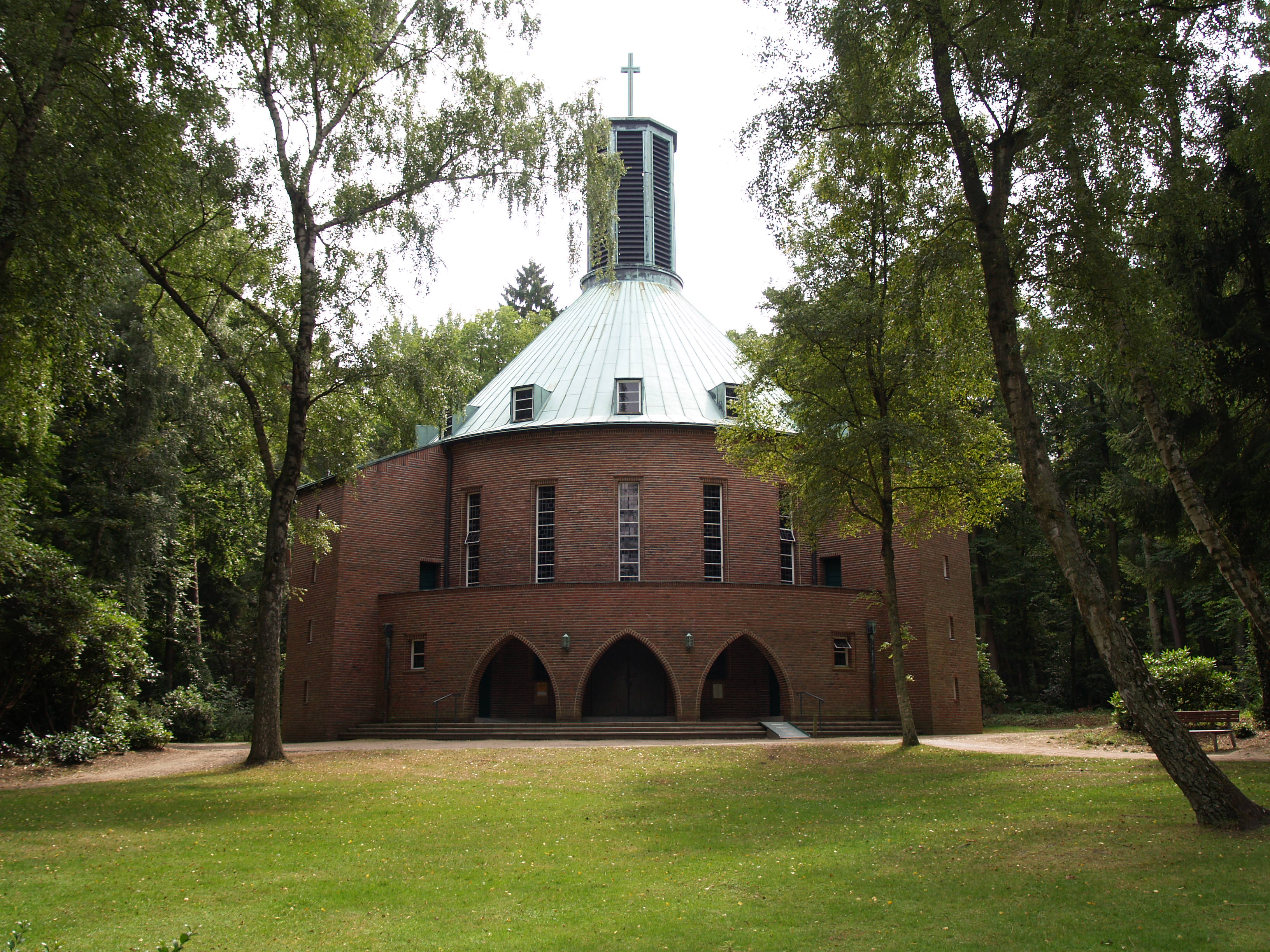
Bismarck-Gedächtnis-Kirche
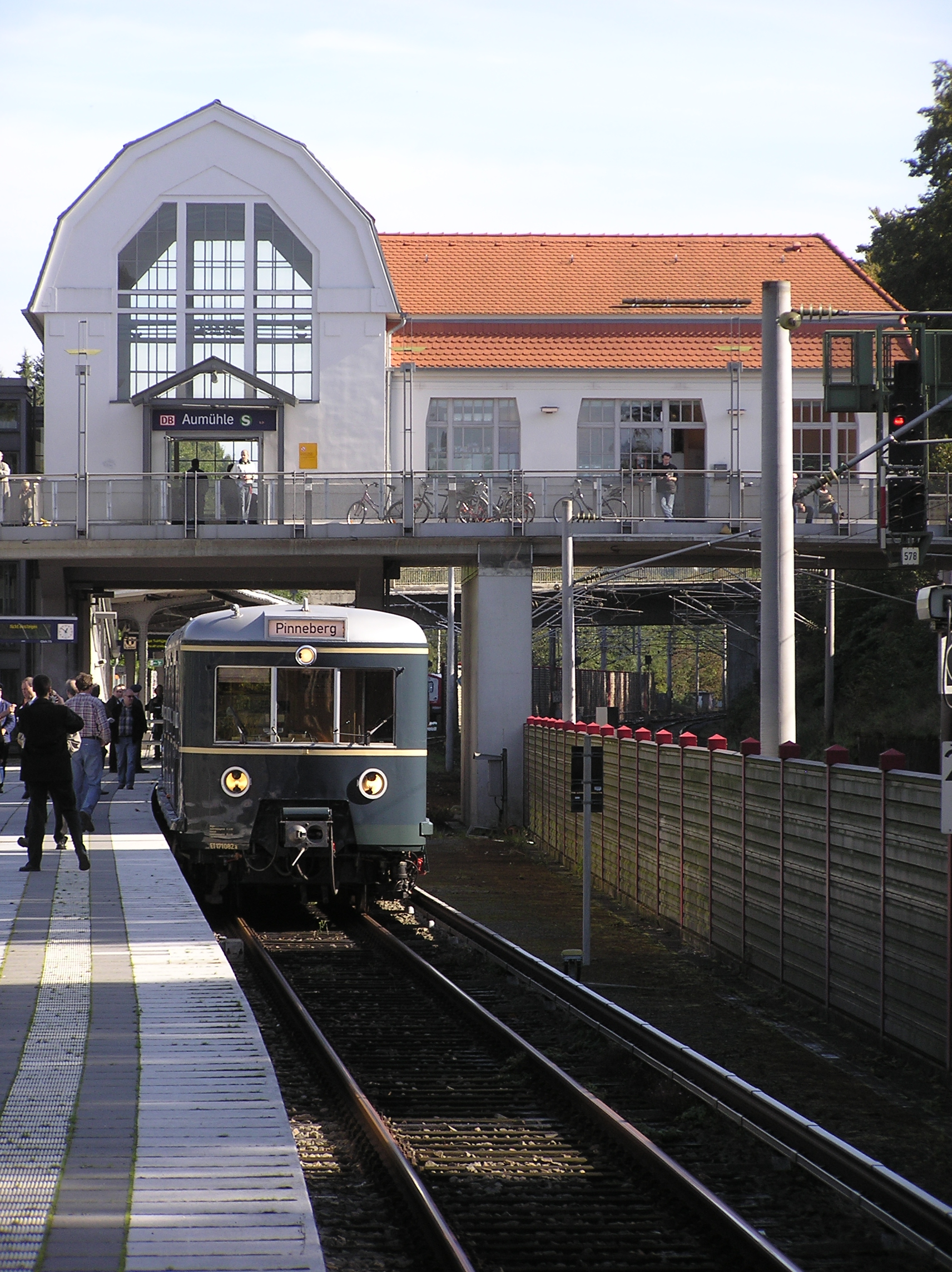
Bahnhof Aumühle
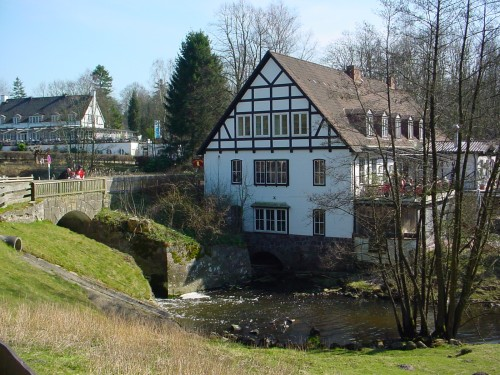
Fürst-Bismarck-Mühle
Am Mühlenteich
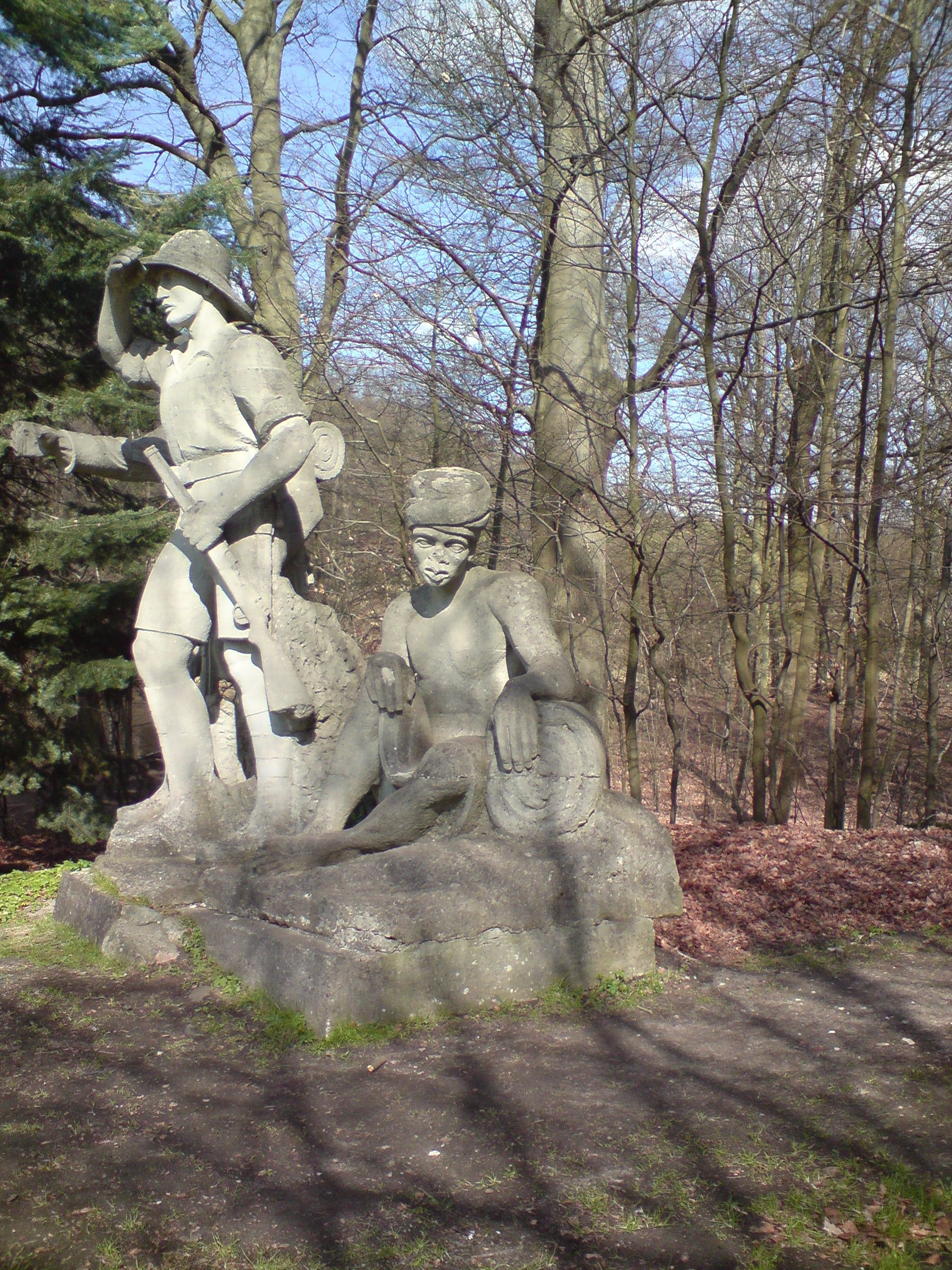
Denkmal Paul von Lettow-Vorbeck an der Bismarck-Mühle
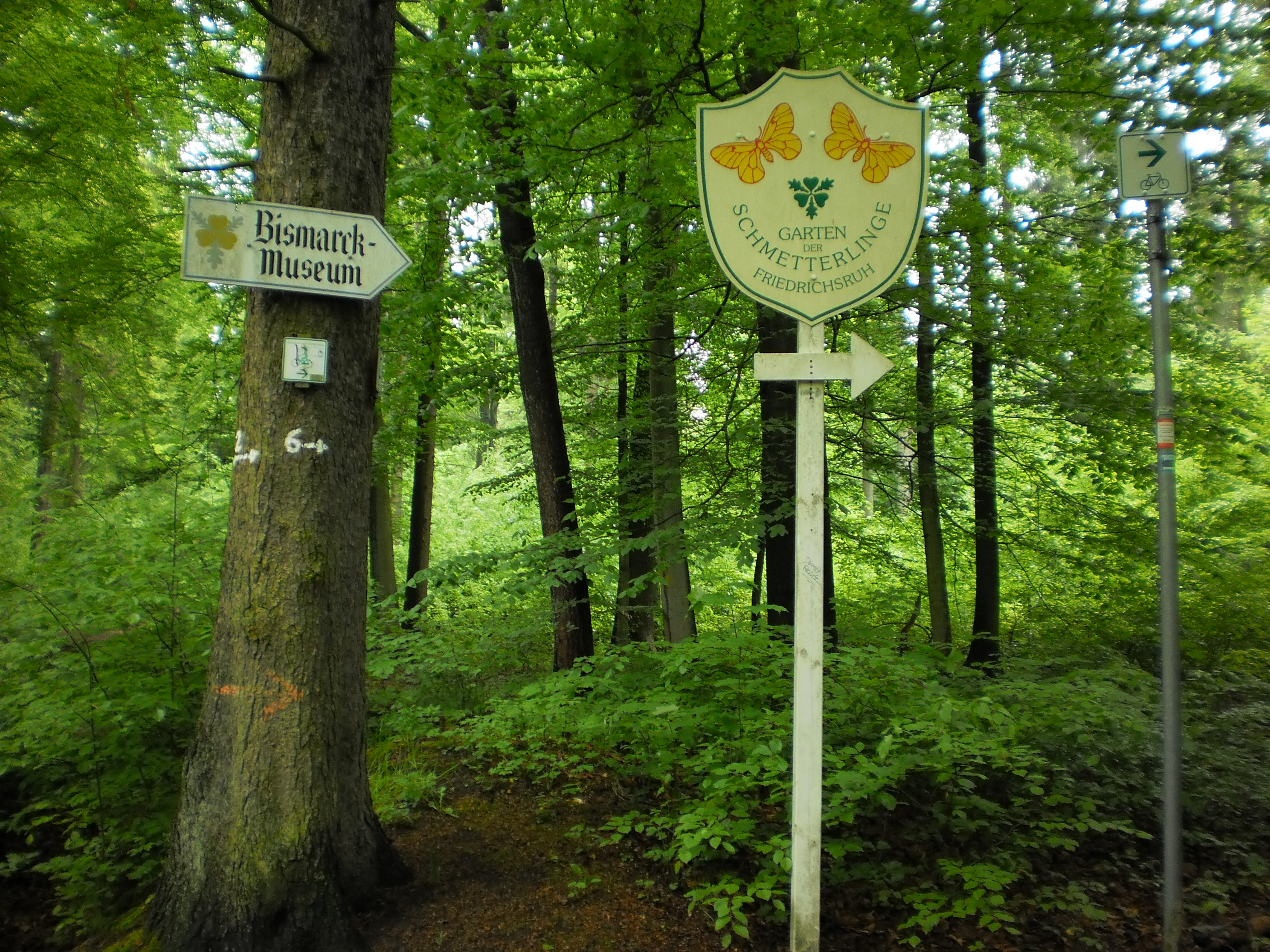
Weg zum Bismarck-Museum und Garten der Schmetterlinge
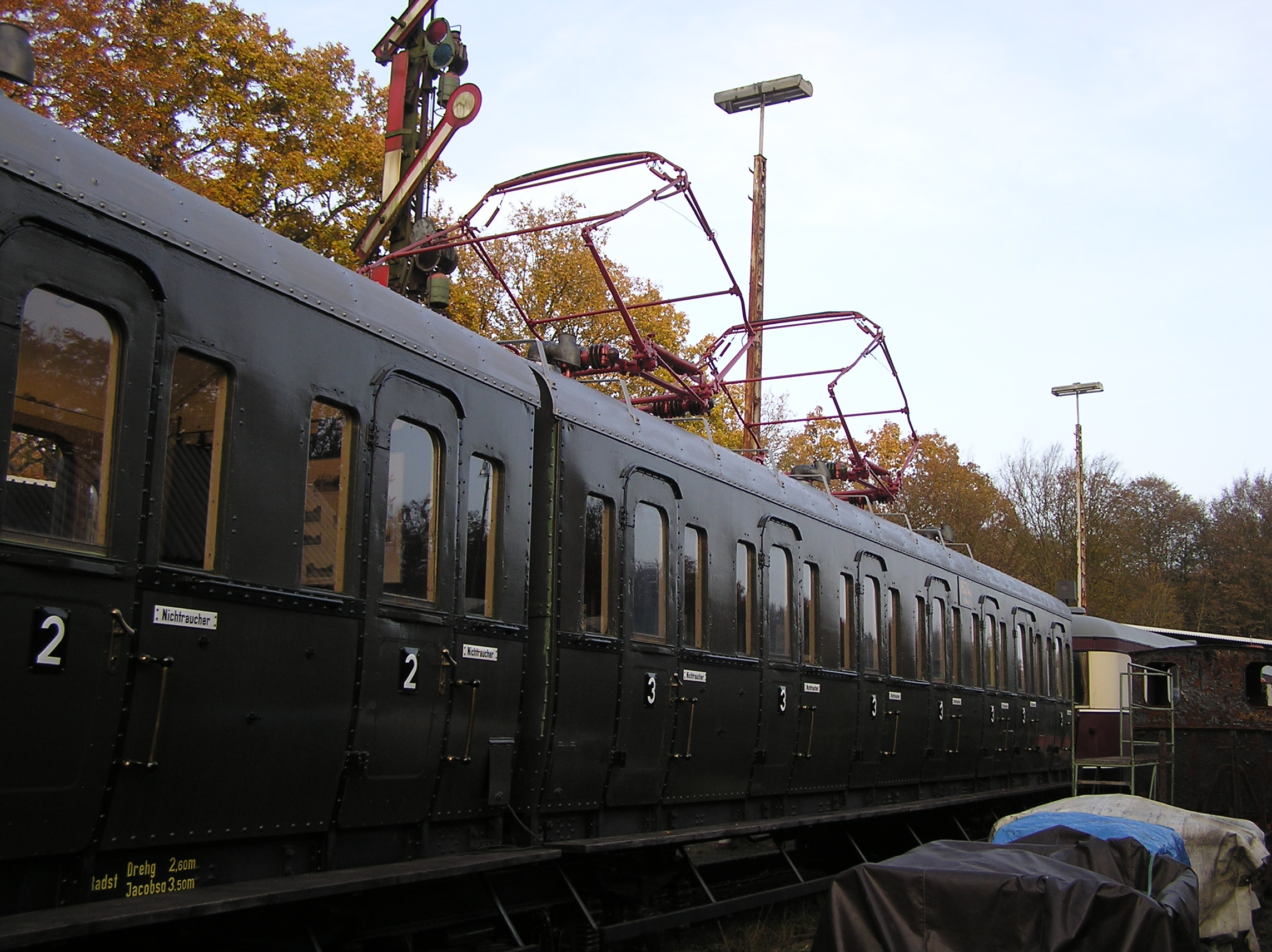
Eisenbahnmuseum Lokschuppen Aumühle – historische Bahnen

In der Liste der Kulturdenkmale in Aumühle stehen die in der Denkmalliste des Landes Schleswig-Holstein eingetragenen Kulturdenkmale.

### Bismarckturm
Der 27 Meter hohe Bismarckturm, der von Emil Specht, dem Eigentümer des Villenortes Sachsenwald-Hofriede, angeregt und durch den Hamburger Architekten Hermann Schomburgk errichtet wurde, steht auf einer Anhöhe in der Gemeinde. Der Turm wurde aus Ziegelsteinen errichtet und verputzt und ist innen mit Wandmalereien versehen. Schon bei seiner Errichtung wurden im Turm eine Bismarck-Bibliothek und ein Bismarck-Museum eingerichtet. Seit 1962 ist die Gemeindebibliothek im Turm untergebracht. Auch das „Archiv“ der Gemeinde, das ehrenamtlich betreut wird, befindet sich in den obersten Etagen des Turms. Seit 1999 steht er unter Denkmalschutz.

### Bismarck-Gedächtnis-Kirche
Die evangelisch-lutherische Bismarck-Gedächtnis-Kirche in Aumühle wurde von den Hamburger Architekten Heinrich Bomhoff und Hermann Schöne entworfen. Die Grundsteinlegung erfolgte 1928 und die Einweihung am 30. Juli 1930. Sie ist als runder Backsteinbau im Stil des Backsteinexpressionismus der späten zwanziger und beginnenden dreißiger Jahre gestaltet.

### Bahnhof
Das Empfangsgebäude des Bahnhofs Aumühle, einer Station der Hamburger S-Bahn und bis zum Fahrplanwechsel 2017/18 der Regionalbahn nach Büchen, steht unter Denkmalschutz.

### Museen
In Friedrichsruh, wo Otto von Bismarck von 1871 bis zu seinem Tod im Jahr 1898 lebte, ist heute das Bismarck-Museum Friedrichsruh mit Schriftstücken, Porzellan, Geschenken und Gemälden aus dem Eigentum Bismarcks und aus seiner Epoche untergebracht. Direkt in der Nähe des Museums befindet sich auch das Bismarck-Mausoleum. Die Otto-von-Bismarck-Stiftung im Bahnhof von Friedrichsruh bereitet den Nachlass Bismarcks auf und führt Ausstellungen durch.
In der Gemeinde liegt das Bahnmuseum Lokschuppen Aumühle, das durch den Verein Verkehrsamateure und Museumsbahn in Hamburg betrieben wird.

### Garten der Schmetterlinge
Der Garten der Schmetterlinge wurde 1985 von Elisabeth von Bismarck als erster Schmetterlingsgarten Deutschlands gegründet. Heute gibt es hier über 40 verschiedene Schmetterlingsarten aus Asien, Afrika und Amerika.

### Rathaus
Bis 2007 war das Aumühler Rathaus Sitz des Amtes Aumühle/Wohltorf, danach wurde es bis 2013 von der Bauabteilung des Amtes Hohe Elbgeest benutzt. Inzwischen ist das Gebäude, das sich weiterhin in Gemeindebesitz befindet, an eine Arztpraxis vermietet, um den Erhalt und die weitere Nutzung zu finanzieren.

## Motiv in der Landschaftsmalerei

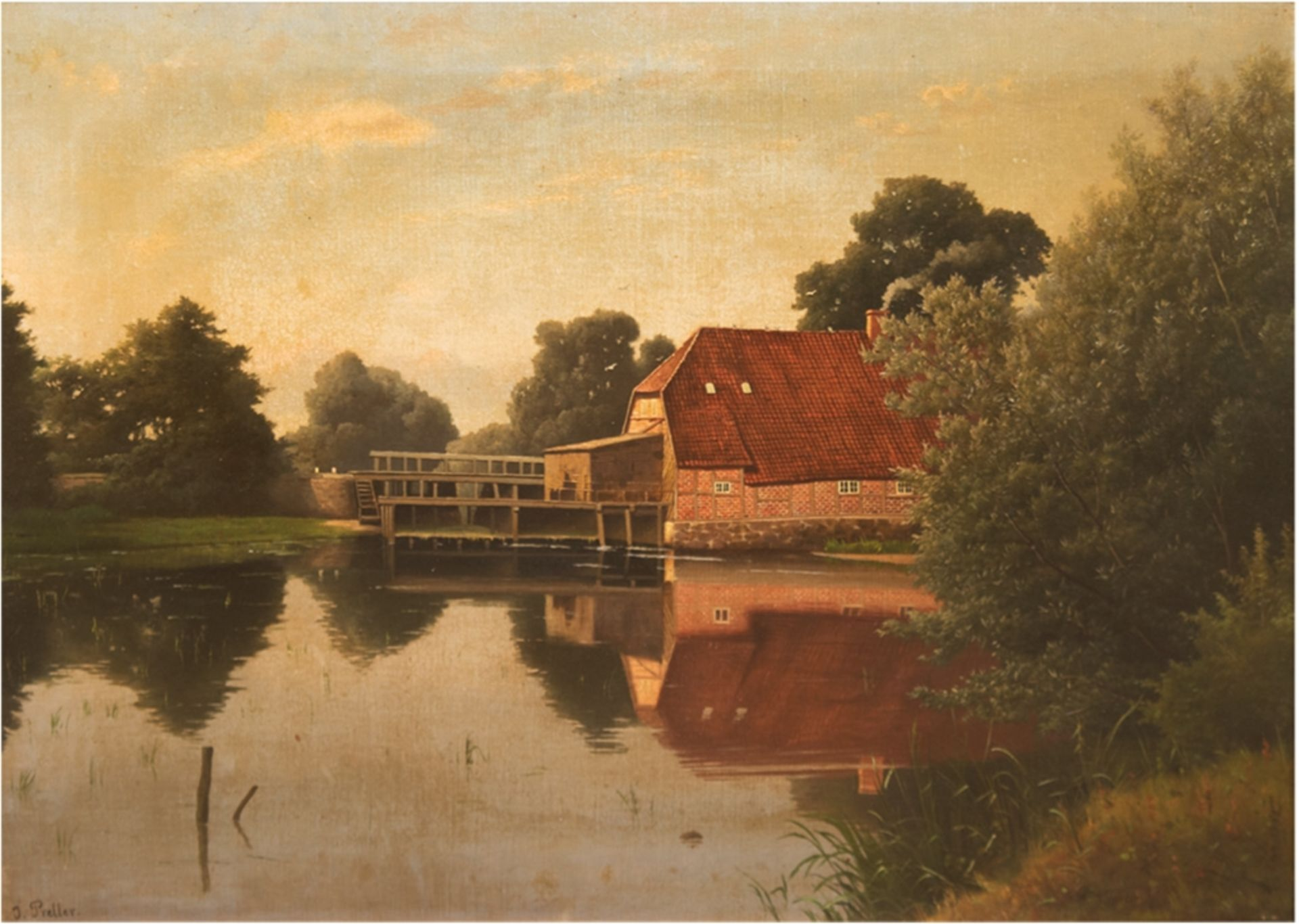
Julius Preller: Fürst-Bismarck-Mühle, Ölgemälde aus den 1890er Jahren.

Ansichten aus Aumühle und seiner Umgebung sind seit den Epochen der Romantik und des Realismus im 19. Jahrhundert beliebte Motive in der Landschaftsmalerei. Zu den Künstlern zählen u. a.: Wilhelm Feldmann (1859–1932), Georg Haeselich (1806–1894), Wilhelm Heuer (1813–1890), Walter Leistikow (1865–1908), Sandro von Lorsch (1919–1992), Ascan Lutteroth (1842–1923), Julius Preller (1834–1914), Valentin Ruths (1825–1905) und Adolph Friedrich Vollmer (1806–1875).

## Infrastruktur

### Verkehr
Aumühle mit Friedrichsruh und der Sachsenwald liegen zwischen der Bundesautobahn 24 Hamburg-Berlin, der Bundesautobahn 1 Hamburg-Lübeck-Puttgarden und der Bundesstraße 404.
Aumühle hat einen Bahnhof an der Berlin-Hamburger Bahn. Seit 1969 ist er Endpunkt der S-Bahn Hamburg.
Bis zum Fahrplanwechsel 2019/20 existierte auf dem Gemeindegebiet auch noch der Haltepunkt Friedrichsruh, der zwischen 1967 und 2006 der östlichst gelegene Bahnhof einer eigenen, mit vom Bahnhof Aumühle verkehrenden Fernbahnzügen bedienten Strecke „zu S21“ im HVV-Gebiet darstellte, die 2006 eingestellt wurde. Von Dezember 2002 bis Ende 2019 hielt der vom Hamburger Hauptbahnhof startende Regional-Express R20 (heute RE1, Markenname ab 2007: Hanse-Express) der DB Regio Nordost nach Schwerin und Rostock ebenfalls am Haltepunkt Friedrichsruh. Da der Hanse-Express auf der Strecke seit Dezember 2019 längere Triebwagen einsetzt, die für den Haltepunkt Friedrichsruh zu lang sind, findet dort seit dem 8. Dezember 2019 kein Bahnhalt mehr statt. Der Bahnhof wird allerdings noch von der zwischen Aumühle und Trittau verkehrenden Buslinie 433 des HVV mit der direkt am Bahnhof befindlichen Haltestelle Friedrichsruh, Bismarck-Museum angesteuert.

### Bildung
Die 1952 eingeweihte Fürstin-Ann-Mari-von-Bismarck-Schule war eine Realschule mit Grundschulteil, die auch von Kindern aus den umliegenden Gemeinden besucht wird. Seit 2011 ist sie nur noch eine Grundschule.
Seit 1980 gibt es eine ehrenamtlich geleitete Volkshochschule mit breitem Angebot im sprachlichen, musischen und künstlerisch-kreativen Bereich für Kinder, Jugendliche und Erwachsene.
Seit 2014 gibt es in Aumühle die Agilo-Kinderkrippe und die Kinderkrippe Aumühle, was die Zahl der Kindertagesstätten auf vier erhöht. Bereits seit Jahren vorhanden sind der Evangelische Kindergarten, dessen Träger (genau wie bei der Kinderkrippe Aumühle) die Kirchengemeinde Aumühle ist, sowie das Montessori-Kinderhaus Aumühle.

### Ehrenamt
In Aumühle gibt es zahlreiche Vereine und Institutionen, deren Mitglieder sich ehrenamtlich betätigen. Zu nennen sind beispielsweise die Serviceclubs Rotary, Lions und Zonta, darüber hinaus unter anderem die Europa-Union.

### Freizeit und Sport
In der Ernst-Anton-Straße liegt die Heinrich-Willers-Sporthalle, außerdem gibt es den Fritz-Bortz-Sportplatz (Kunstrasen) und die Tennisanlage mit acht Sandplätzen des TuS Aumühle-Wohltorf in der Sachsenwaldstraße.
Zusätzlich werden umfangreiche Wanderwege rund um Aumühle für Erholung und Jogging angeboten.

## Persönlichkeiten

### Söhne und Töchter von Aumühle
- Werner von Scheven (* 1937), General der Bundeswehr
- Jan Peter Heyne (1948–2021), Schauspieler
- Berthold Paul (1948–2022), deutscher Komponist, Pianist und Dirigent
- Holger Berg (* 1950), deutscher Schauspieler und Regisseur
- Kristin Heyne (1952–2002), deutsche Politikerin (Grüne), 1994–2002 MdB

### Mit Aumühle verbundene Personen (Auswahl)
- Otto von Bismarck (1815–1898), Herzog zu Lauenburg, deutscher Politiker und Staatsmann
- Georg von Schönerer (1842–1921), österreichischer deutschnationaler Politiker und Bismarck-Verehrer, auf eigenen Wunsch in Aumühle begraben
- Hanno von Dassel (1850–1918), preußischer Generalleutnant, wurde im Mausoleum auf dem Waldfriedhof beigesetzt
- Richard Reinhard Emil Schorr (1867–1951), Astronom, Direktor der Sternwarte Hamburg-Bergedorf
- Andreas Blunck (1871–1933), deutscher Politiker
- Wilhelm Cuno (1876–1933), deutscher Reichskanzler und Geschäftsmann
- Karl Dönitz (1891–1980), Großadmiral der Kriegsmarine und testamentarischer Nachfolger Adolf Hitlers als Reichspräsident, wohnte nach seiner Entlassung aus dem Gefängnis in Aumühle
- Herta Claudia Gabriel (1899–1991), Malerin, Grafikerin und Illustratorin, verbrachte ihre letzten Lebensjahre in Aumühle
- Carolus Voigt (1904–1991), deutscher Bildhauer
- Milli Bau (1906–2005), deutsche Journalistin, Reiseschriftstellerin
- Heinz Raether (1909–1986), deutscher Physiker
- Olaf Baron von Wrangel (1928–2009), deutscher Journalist und Politiker
- Traugott Buhre (1929–2009), deutscher Schauspieler
- Karl Heinrich Ehrenforth (1929–2017), Altprior der Ansverus-Communität
- Ferdinand von Bismarck (1930–2019), deutscher Unternehmer
- Carl-Eduard von Bismarck (* 1961), deutscher Politiker
- Inge Stephan (* 1944), deutsche Professorin für Literaturwissenschaften
- Angelika C. Wagner (1944–2023), deutsche Professorin für pädagogische Psychologie, Trägerin des Bundesverdienstkreuzes